# Cashtal yn Ard

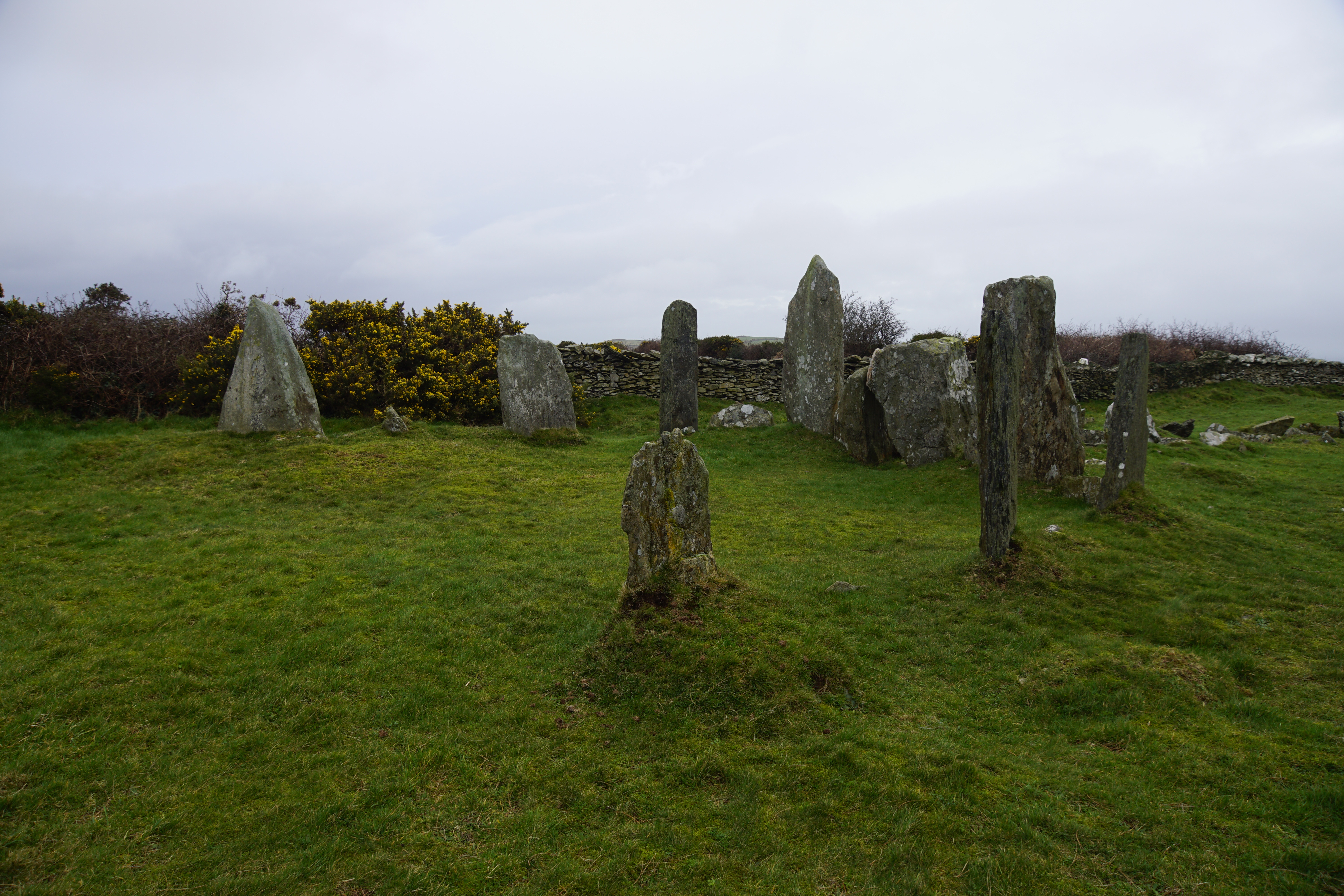
Het voorhof aan de westelijke zijde. Onder de meest linkse staande steen werd de stenen kist gevonden die dateert van vóór het ganggraf.

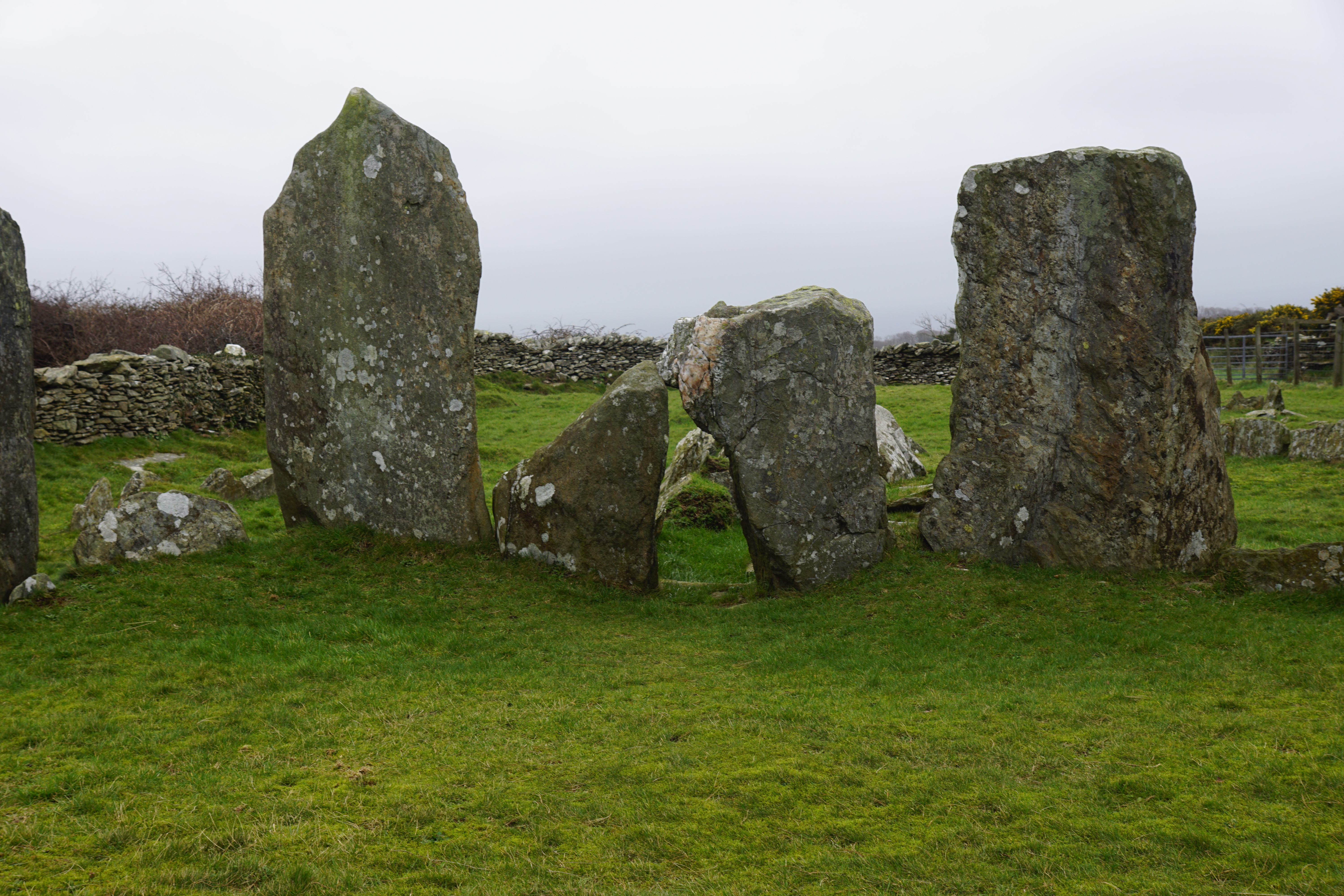
De ingang van het ganggraf geeft toegang tot een driehoekig portaal waarachter vijf kamers liggen.

Cashtal yn Ard, ook wel bekend als King Orry's Castle, is een neolithisch ganggraf gelegen in Cornaa, 0,8 kilometer ten zuiden van Ballaglass Glen in de parish Maughold op het eiland Man.

## Naamgeving
Cashtal yn Ard is Manx-Gaelisch voor Kasteel van de hoogte. In een document uit 1795 wordt deze plek Cashtal y mucklagh y vagileragh genoemd, het Kasteel van de veldvarkensstal.

## Geschiedenis
Cashtal yn Ard dateert van circa 3000 v.Chr.
Aan het begin van de negentiende eeuw werd het ganggraf beschreven; het was toen grotendeels intact. Halverwege de negentiende eeuw werden een groot aantal platte stenen van het monument gebruikt in de huizenbouw, waardoor de vijf kleine kamers zichtbaar werden. In 1880 werd het monument uitgegraven. In 1932-1933 werd de locatie archeologisch onderzocht door H.J. Fleure en G.J.H. Neely. Een kleine grafkist, een heuvel van verbrand materiaal en een grote staande steen bleken ouder te zijn dan het ganggraf. In 1999 werd de locatie geofysisch onderzocht.

## Beschrijving
Cashtal yn Ard ligt op een geïsoleerde heuvel met naar het oosten toe uitzicht op de zee en naar het westen toe hogere heuvels. Cashtal yn Ard was oorspronkelijk bedekt met een grote heuvel van stenen met een half open voorhof  in de vorm van een hoefijzer aan de westelijke zijde. Het voorhof had oorspronkelijk een vloer van stenen. Het voorhof is 6,7 bij 5,8 meter groot en wordt gevormd door een aantal grote stenen waarvan de hoogste 2,3 meter hoog is.
Vanaf het voorhof liep via een driehoekig portaal een gang naar vijf begraafkamers in de grafheuvel. De kamers zijn verdeeld door platte staande stenen, waarbij de hoogste overgebleven steen 1 meter hoog is. De gemiddelde breedte van elke kamer is 1,2 meter. In de eerste kamer werden schedelfragmenten en andere botten gevonden alsmede vuurstenen en aardewerkfragmenten.
Buiten deze kamers liggen meer stenen die de oorspronkelijke long cairn gemaakt van aarde en stenen vorm gaven. Hierbuiten liggen meer stenen en drooggemetselde muurtjes die de resten zijn van een uitbreiding van de long cairn. Op basis van tekeningen uit de jaren twintig en de jaren tachtig van de negentiende eeuw blijkt dat het ganggraf in de jaren 20 nog vrijwel compleet was maar in de jaren tachtig min of meer in de huidige staat was.
Van vóór de tijd van het ganggraf zijn ook sporen ontdekt. In het gebied ten oosten van de kamers (en zo'n 18,9 meter ten oosten van het voorhof) bevindt zich een ietwat verhoogd ovaal gebied waar resten van verbranding zijn gevonden. Dit zou een crematieplatform kunnen zijn geweest. Dit crematieplatform lag buiten het oorspronkelijke ganggraf maar werd wel opgenomen in de uitbreiding. 
Verder is er onder de meest westelijke steen in het voorhof een stenen kist onder een kleine heuvel gevonden, die net als het mogelijke crematieplatform van vóór het ganggraf dateert. Aan het zuidoostelijke einde van het ganggraf staat een grote staande steen die vermoedelijk ook ouder is dan het ganggraf.

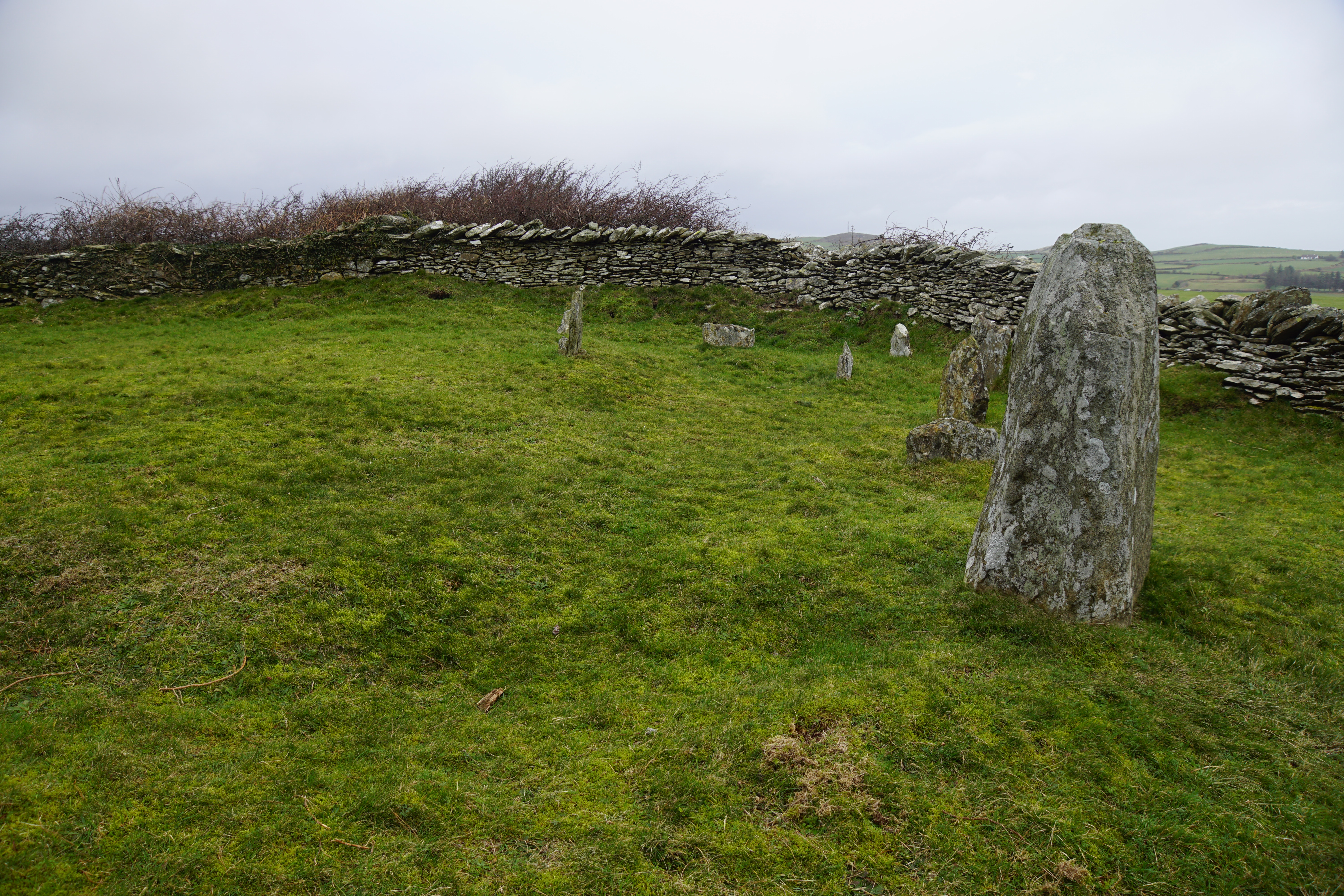
Het oostelijke deel: de uitbreiding van het ganggraf met vooraan rechts de vermoedelijke staande steen die ouder is dat het ganggraf.
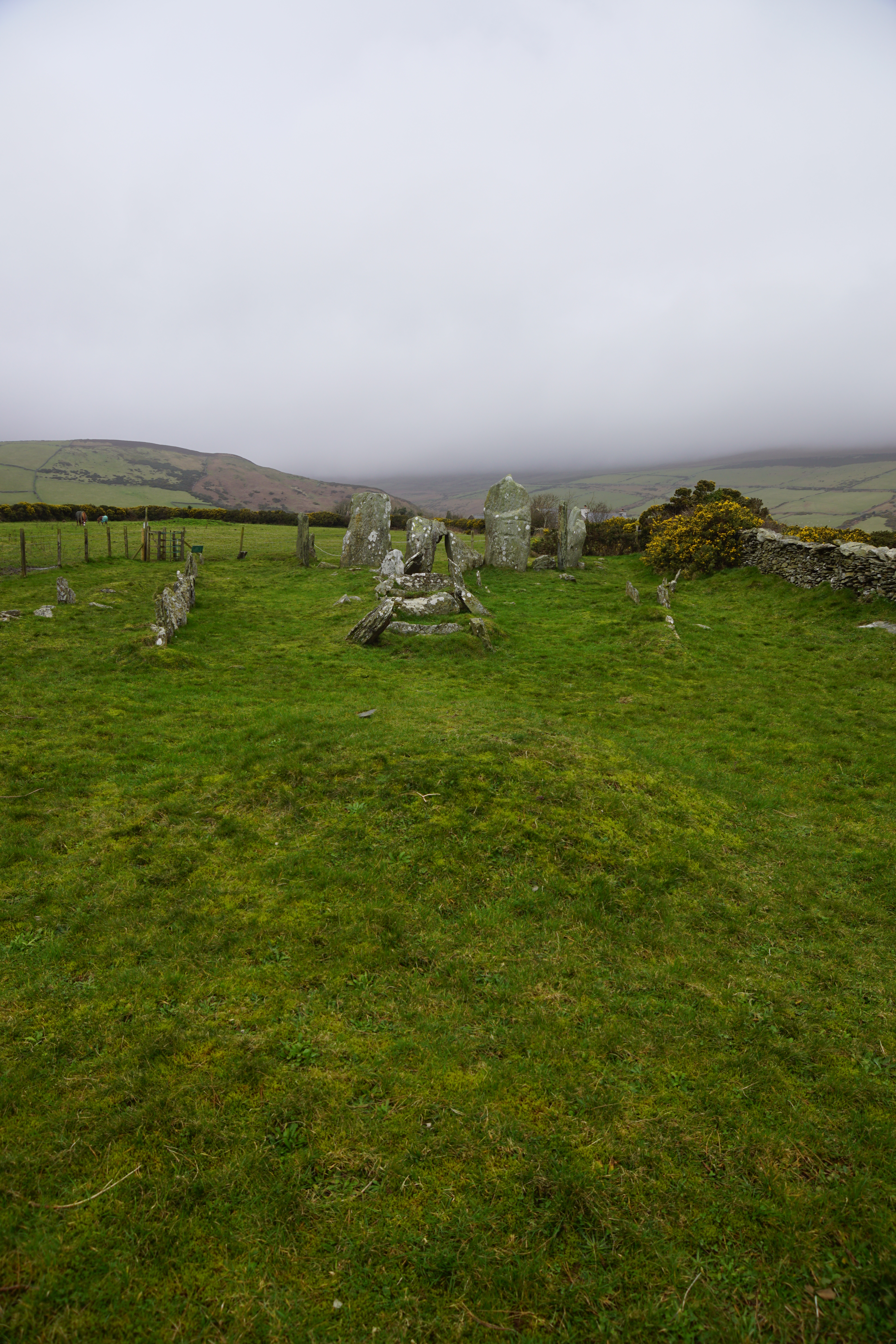
Vooraan het vermoedelijke crematieplatform dat dateert van vóór het ganggraf.
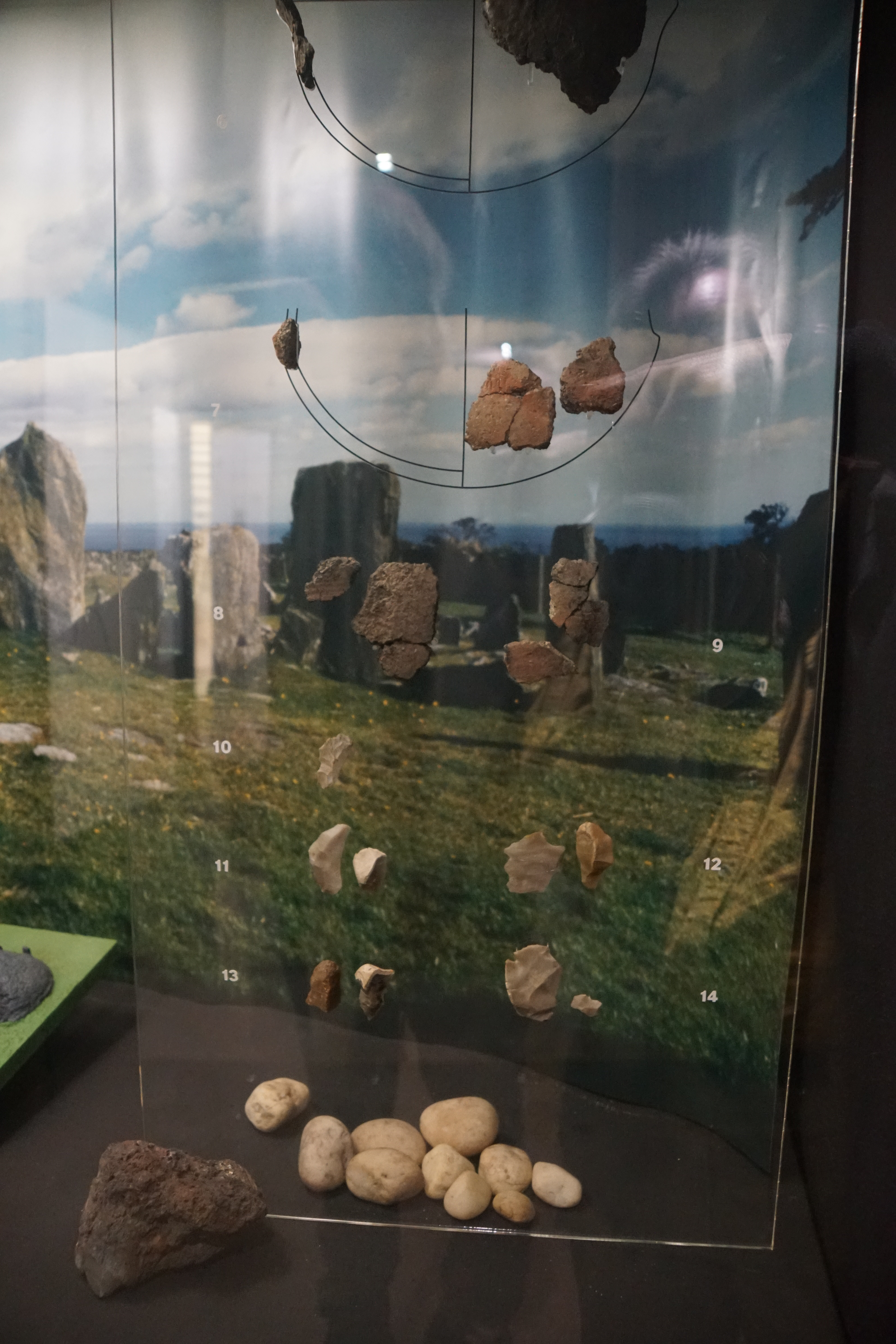
Vondsten uit Cashtal yn Ard in het Manx Museum.

## Beheer
Cashtal yn Ard wordt beheerd door Manx National Heritage. Vanaf de openbare weg loopt een voetpad van circa 300 meter naar Cashtal yn Ard.